# Amandus Adamson

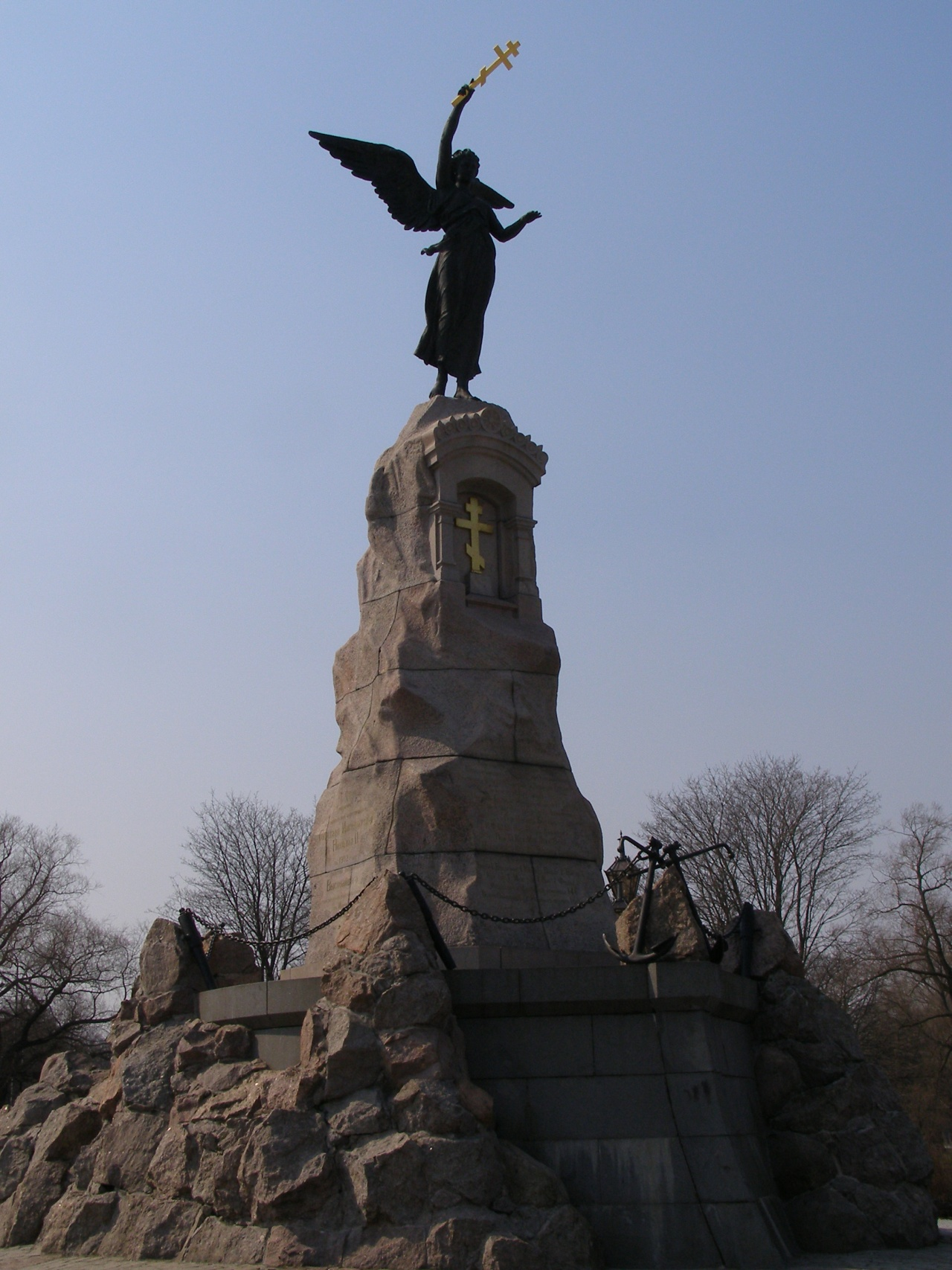
Mémorial aux marins du cuirassé Roussalka

Amandus Heinrich Adamson, né le 12 novembre 1855 au village de Uuga-Rätsepa, près de Paldiski (gouvernement d'Estland, Empire russe), aujourd'hui Paldiski en Estonie, et mort dans cette dernière ville le 26 mai 1929, est un sculpteur estonien, ancien sujet de l'Empire russe.

## Biographie
Amandus Adamson est le second enfant d'une famille de marin. Son père était parti pour l'Amérique en 1860 et ne revint jamais. Sa famille le considéra comme perdu. Amandus fit ses études à l'école supérieure de Revel, pour les enfants de familles pauvres. Il manifesta très tôt un goût pour le dessin et l'art et sculptait des figurines de bois.
Amandus Adamson déménage dans la capitale, Saint-Pétersbourg, en 1875. Il entre l'année suivante à l'école de l'Académie impériale des beaux-arts, où il étudie dans la classe du professeur Alexandre von Bock. Il passe ensuite cinq ans à Paris (de 1877 à 1881) où il sculpte entre autres l' Amour éternellement vainqueur et la Musique lyrique et s'inspire de Jean-Baptiste Carpeaux. Il retourne ensuite à Saint-Pétersbourg et gagne sa vie en étant professeur dans une école d'art fameuse et moderne, l'Académie Stieglitz. Il participe au réaménagement du palais Michel, aujourd'hui Musée Russe.
L'une de ses œuvres parmi les plus connues est le Mémorial aux marins du cuirassé Roussalka érigé en 1902 à Revel (aujourd'hui Tallinn) au bout du parc du château de Catharinenthal. Il sculpte aussi le Mémorial aux bateaux coulés de 1854-1855 à Sébastopol et les quatre statues l' Art, la Science, le Commerce et l' Industrie du magasin Elisseeff de la perspective Nevski, ainsi que celles de l'immeuble de la compagnie Singer, toujours sur la perspective Nevski à Saint-Pétersbourg.
Amandus Adamson devient académicien en 1907, sur la recommandation de ses amis le peintre Arkhip Kouïndji et les sculpteurs Alexandre Opekouchine et Souslov. Il retourne dans sa contrée natale, au début de la guerre civile consécutive à la révolution d'Octobre, et s'établit à Paldiski, où il travaille jusqu'à sa mort. Il peint aussi et ses toiles sont exposées au musée national de Tallinn. Il est enterré à Pärnu.